# Staatscommissie-Oppenheim (1913-1914)
De Staatscommissie-Oppenheim was een Nederlandse staatscommissie, die op 15 november 1913 werd ingesteld door het kabinet-Cort van der Linden. Zij moest advies uitbrengen over een nieuw kiesstelsel.
De commissie bracht op 25 mei 1914 verslag uit. Op basis van het advies diende het kabinet een wetsvoorstel in tot invoering van het algemeen mannenkiesrecht en van de evenredige vertegenwoordiging.
Voorzitter was staatsraad en hoogleraar Jacques Oppenheim en ondervoorzitter was het Tweede Kamerlid Jan Loeff. De secretaris van de commissie was Willem van Sonsbeeck, destijds commies-griffier bij de Tweede Kamer.

## Samenstelling
| Naam                           | functie             | politieke kleur   | opmerking       |
| ------------------------------ | ------------------- | ----------------- | --------------- |
| Jacques Oppenheim              | hoogleraar          | liberaal          | voorzitter      |
| Jan Loeff                      | Tweede Kamerlid     | Rooms-Katholieken | ondervoorzitter |
| Dirk Jan de Geer               | Tweede Kamerlid     | CHU               |                 |
| Johan van Gelein Vitringa      | rechter             | partijloos        |                 |
| Jan Albert van Gilse           | oud-Tweede Kamerlid | VDB               |                 |
| Dionysius Koolen               | Tweede Kamerlid     | Rooms-Katholieken |                 |
| Alex van Lynden van Sandenburg | oud-Tweede Kamerlid | ARP               |                 |
| G. Nijpels                     | advocaat            | liberaal          |                 |
| Pieter Rink                    | Tweede Kamerlid     | liberaal          |                 |
| Willem Vliegen                 | Tweede Kamerlid     | SDAP              |                 |